# Мещанство
Меща́нство (пол. mieszczanin — горожа́нин, от пол. miasto, старобел. място — город) — сословие в Великом княжестве Литовском и Русском, Речи Посполитой и Российской империи. 
Мещанами или «чёрными градскими людьми» (наследственное податное сословие) были жители местечек и городов. Первоначально звались местчанами. В Российской империи до 1917 года — сословие, низший разряд городских обывателей. Мещане относились к податным сословиям, несли рекрутскую (после 1874 года – воинскую) и податную повинность, могли подвергаться телесным наказаниям вплоть до их отмены. Являлись более привилегированным сословием, чем крестьяне. Из противопоставления мещан дворянам как более образованному сословию развился переносный смысл слова мещане — простонародье, простолюдины — под «простотой» которых понимаются необразованность, узкий кругозор, неразвитые вкусы. Мещане в России, по городовому положению, от 1785 года, одно из городских сословий, иначе называемое посадскими, образовывали в городах мещанские общества с исполнительными органами: мещанскими управами и старостами, а для вступления в мещанское общество требовался приёмный приговор, для выхода — увольнительный.

## История
Мещанство берёт начало от посадских (жителей городов и посадов) Русского государства, в основном ремесленников, мелких домовладельцев и торговцев. Считается, что название происходит от польского названия небольших городов — «местечко». Официально сословие мещан было оформлено в Жалованной грамоте городам Екатерины II в 1785 году. Наименование «мещане» в ней было определено как «городовые обыватели», «среднего рода люди», мелкие торговцы и ремесленники. Мещанское сословие по положению стояло ниже купеческого. Именно мещанам принадлежала бо́льшая часть городского недвижимого имущества. Будучи основными плательщиками налогов и податей, мещане, наряду с купцами, относились к категории «правильных городских обывателей».
Мещане города объединялись в «мещанское общество». Принадлежность к мещанству оформлялась записью в городовой обывательской книге, то есть всякий мещанин был приписан к определённому городу. Покинуть на время населённый пункт своего проживания мещанин мог только по временному паспорту, а перейти в другой — с разрешения властей (которое, впрочем, обычно давалось). Звание мещанина было наследственным. Записаться в мещане мог любой городской житель, который имел в городе недвижимую собственность, занимался торговлей или ремеслом, платил подати и исполнял общественные службы. Исключить мещанина из сословия мог только суд или мещанское общество. Мещанин платил подушную подать, внутренние городские сборы, отбывал рекрутскую повинность. Мещане имели право корпоративного объединения и сословного мещанского самоуправления (которое реализовывалось через мещанские управы). Для них существовал отдельный мещанский суд. В середине XIX века мещане были освобождены от телесных наказаний, с 1866 года — от подушной подати.
Мещане-ремесленники переходили в разряд цеховых: всякий, кто постоянно занимался каким-либо ремеслом, обязан был записываться в цех. Ремесленники по званию делились на мастеров и подмастерьев. Мастером мог сделаться только подмастерье, пробывший в этом звании не менее трёх лет.
Между мещанством и купечеством всегда существовала тесная связь. Разбогатевшие и развившие своё предприятие мещане переходили в купечество, обедневшие купцы — в мещанство. В 1863 году была отменена низшая, третья гильдия купечества, и все купцы, приписанные к ней, были переведены в мещанство. Запись в мещане была возможна для государственных крестьян, а после отмены крепостного права — для всех крестьян, но при условии выхода из сельского общества (общины) и с согласия властей. Также в мещане нередко переходили отставные солдаты, получавшие при этом ряд льгот, в том числе освобождение от податей. После отмены крепостного права мещанское сословие было в значительной мере пополнено крестьянами, однако, как отмечали современники, эти «новые мещане» зачастую переходили в новое качество только для того, чтобы не платить подати. В действительности они не занимались торговлей и ремёслами, а купив дом в городе, арендовали землю в сельской местности и продолжали жить земледелием. Некоторые из мещан получали образование и переходили в сословие разночинцев.
В 1811 году в России было 949,9 тыс. мещан (что составляло 35 % городского населения).
Согласно данным переписи 1897 года, в России было 13 386,4 тыс. мещан, то есть мещане были вторым по своей численности сословием после крестьян в составе коренного населения страны. Хотя мещанство формально имело своё самоуправление (мещанское управление), но как податное, а позже «бывшее податное» сословие, мещанское самоуправление лишь в весьма слабой степени служило нуждам членов сословия и по сути являлось бесплатным (для государства) органом финансово-полицейского управления.
Мещанское сословие было отменено вместе с прочими сословиями и званиями c Октябрьской революцией 1917 года, когда Центральный Исполнительный Комитет Советов рабочих и солдатских депутатов в заседании 10 (23) ноября 1917 года 
утвердил «Декрет об уничтожении сословий и гражданских чинов», одобренный на следующий день Советом народных комиссаров.

## Свобода перемещения
Несмотря на ослабление паспортной системы в начале XX века, мещане были ограничены в праве передвижения. Дела о выдаче паспортов мещанам часто доходили до мещанского схода (например, в случае недоимочности). Однако сходы проходили редко, состав их не был определён законом, и решения потому были неустойчивы.